# 2008년 유엔 안전 보장 이사회 선거

2008년 선거 이후 안전보장이사회

2008년 유엔 안전보장이사회는 제63회 유엔 총회 회기 내 2008년 10월 17일에 뉴욕 시에 있는 유엔 본부에서 열렸다. 2009년 1월 1일부터 2년의 임기가 시작되는 5개국의 유엔 안전보장이사회 비상임이사국을 선출하는 선거이다.

## 선출된 나라
선출된 다섯 나라는 다음과 같다.
- 우간다 (아프리카)
- 일본 (아시아)
- 멕시코 (라틴 아메리카와 카리브 해)
- 튀르키예 (서유럽과 나머지)
- 오스트리아 (서유럽과 나머지)

## 같이 보기
- 유엔 안전 보장 이사회 이사국 목록